# رد کلاود (نبراسکا)
رد کلاود(به انگلیسی: Red Cloud) شهری در ایالت نبراسکا کشور ایالات متحده آمریکا است که جمعیت آن در سرشماری سال ۲۰۱۰ میلادی، ۱٬۰۲۰ نفر بوده‌است.